# Ofer Brothers Group
Die Ofer Brothers Group, kurz auch Ofer Group, ist eine israelische Unternehmensgruppe. Die Aktivitäten des Mischkonzerns erstrecken sich unter anderem auf Containerschifffahrt, Luftfahrt, Automobile, Logistik, Chemie, Energie, Medien, Immobilien und andere Investments.

## Eigentümer
Die Gruppe ist im Besitz der Familie Ofer und von Ehud Angel (meist Udi Angel genannt). Die Familie Ofer ist eine der reichsten Israels. Oberhaupt der Familie waren die Brüder Sammy Ofer und Juli Ofer (engl. Schreibung:  Yuli Ofer, eigtl. Yehuda). Sie bauten in den 1950er Jahren zunächst das Schifffahrtsunternehmen Ofer Brothers auf, das nach und nach in weitere Geschäftsbereiche diversifizierte. Beide starben 2011.
Die Brüder Eyal Ofer und Idan Ofer sind die beiden Söhne von Sammy Ofer:
Idan Ofer ist Direktor der Ofer Group und verschiedener Tochterunternehmen. Er hat einen MBA-Abschluss der London Business School, die er heute noch finanziell unterstützt und in deren europäische Beirat sitzt. Außerdem ist er Mitglied im Beirat der Harvard Kennedy School und graduierte an der Universität Haifa. Nach einigen Jahren Tätigkeit in der Schifffahrts- und Offshore-Öllagerindustrie in Asien und den USA war er von 1999 bis 2009 Chairman (Vorstandsvorsitzender) der Israel Corporation. Er kontrolliert die Mashat Investments Ltd., die 80 % von Millenium Investments Elad hält, die wiederum 46,9 % Anteil an der Israel Corporation besitzt. Zudem ist Idan Ofer Chairman des Unternehmens Better Place. Früher war er auch Chairman der United Mizrahi Bank (2005 aufgegangen in der Bank Mizrahi-Tefahot).
Eyal Ofer ist Chairman der Immobilieninvestmentfirma Ofer Global Holdings. Er graduierte am britischen Atlantic College in Architektur und Ingenieurwesen. Ab Mai 1991 war er Chairman und CEO der Immobilienmanagementfirma Deerbrook. Seit 1995 ist er einer der Direktoren des weltweit zweitgrößten Kreuzfahrtunternehmens Royal Caribbean Cruises, an dem die Ofer Gruppe über die Cruise Associates, ein Gemeinschaftsunternehmen mit der Familie Pritzker (Hyatt Hotels), finanziell beteiligt ist. Er ist zudem Chairman und CEO der Immobilienfirma Carlyle M.G., seit 1996 auch Co-Chairman des Immobilieninvestmentfonds Miller Global. Außerdem ist er Mitglied im Internationalen Beirat der deutschen Immobilien- und Staatsfinanzierungsbank Eurohypo (Commerzbank-Gruppe).
Udi Angel, Ex-Mann von Juli Ofers Tochter Liora, ist zu 50 % Miteigentümer sowie Executive Chairman der Ofer Brothers Group und verschiedener Tochtergesellschaften. Er hat einen Bachelor-Abschluss in Rechnungswesen und Wirtschaftswissenschaften der Universität Haifa. 1975 trat er bei Ofer Shipping ein und wurde 1980 Managing Director. Er war 1999 unmittelbar an der Übernahme der Israel Corporation durch Ofer Brothers beteiligt und von 1999 bis 2003 Chairman von Zim Integrated Shipping Services. Seit 1998 ist er auch Honorarkonsul Österreichs für die Distrikte Haifa und Nordisrael. Er war aktiver Triathlet und diente in der israelischen Armee als Panzerkommandant. Udi Angel unterstützt verschiedene israelische Kinderhilfsorganisationen wie Aleh und Variety Israel.

## Unternehmen
Die Ofer Brothers Group gliedert sich in die Geschäftsbereiche Schifffahrt, Luftfahrt, Private Equity & Hi-tech, Massenmedien, Israel Corporation sowie Properties (Eigentumsverwaltung, v. a. Immobilien).

### Schifffahrt
Die Untergruppe Ofer Shipping Group ist der Kernbestandteil der Ofer Brothers Group. Sie betreibt Containerschiffe, Massengutfrachter, Vielzweckfrachter, Autofrachter, Chemietanker, Kühlschiffe und Tanker für Spezialprodukte.

### Luftfahrt
Ofer Aviation befasst sich seit seiner Gründung 2005 mit Leasing und Flugzeug-Flottenmanagement. Die Flotte umfasst derzeit die Modellfamilien Boeing 737 NG und Airbus A320.

### Hi-Tech & Private Equity
- Naiot - Venture Accelerator: Risikokapitalgeber in den Bereichen Informationstechnologie, Software, Mikroelektronik, Medizintechnik und Biowissenschaften.
- zahlreiche Beteiligungen an Startup-Unternehmen

### Medien
- Reshet TV: betreibt zusammen mit einem zweiten Konzessionär (Keshet) den größten privaten Fernsehsender Israels, Aruz 2 (Kanal 2, engl.: Channel 2).
- logia: Anbieter für Internetdienste (Content Provider) und Content-Management-Systeme im Mobilfunksektor (Musik, Sport, Personalisierung)
- RayV: Anbieter von technischen Lösungen für LiveStream-TV (Internetfernsehen)
- Youlicense: Online-Marktplatz für Musiklizenzierung
- BeamUps: Kauf- und Verkaufsplattform für Nachrichten (Paid Content)

### Israel Corporation
Seit 1999 ist die Ofer Brothers Group Mehrheitseigner der größten israelischen Industrieholding, der Israel Corporation.

### Ofer Brother Properties
- Mizrahi-Tefahot: Die Bank entstand 2005 aus der Fusion der 1923 gegründeten United Mizrahi Bank (UMB) mit der Tefahot Israel Mortgage Bank, was die bis dahin größte Bankenfusion in Israel war. Gemessen am verwalteten Vermögen war sie 2010 die viertgrößte israelische Bank. Größte Einzelaktionäre sind heute die Ofer Group und die Wertheim-Feinberg Group (Moshe Wertheim).[16][17]
- Geschäfts-, Büro- und Leichtindustriezentren: Ofer Brother Properties verfügt in Israel über mehr als 250.000 m² Grundfläche hierfür.[18]
- Einkaufszentren: Kirion Mall (Kiryat Byalik bei Haifa), Renanim (Ra’anana, in der Agglomeration Gusch Dan, größte Einkaufsmeile in Israel), Huzot Hamifratz (im Norden von Haifa), Merkazim Shopping 2001 (Herzlia Pituach, ein Vorort von Herzlia), Merkazim Herzliya Commercial Center (Herzliya Pituach)[19]
- Immobilienentwicklung in den Sektoren Privat, Handel, Büro und Industrie[20]
- Entwicklung, Bau und Management von Hotels und Freizeitzentren; neben Anlagen in Israel auch in Ungarn[21][22]